# ミシガン・ウルヴァリンズ

ミシガン・カラーのビッグ・テンのロゴ

ミシガン・ウルヴァリンズ（英語: Michigan Wolverines）は、アメリカ合衆国のミシガン大学のスポーツ競技チーム。NCAAディビジョンI所属。

## 概要
ミシガン・ウルヴァリンズは29チームから構成される。NCAAの大学水球協会に所属する女子水球を除いて、すべての競技チームがディビジョンIに所属し、ビッグ・テン・カンファレンスに加盟している。チームカラーは「玉蜀黍」と「青」だが、大学全体で使用されている色合いとは異なる。翼の生えたヘルメットは、ミシガン大学スポーツ競技部の象徴として知られている。
全米大学体育局長協会がカレッジスポーツにおける教育機関の総合的な成功度を示すリスト「NACDA Directors' Cup」では、過去22年のうち13年（2021-22年終了時点）でミシガン大学がトップ5入りしている。また、Directors' Cupの28シーズンのうち22シーズン（2022年まで）でトップ10に入り、全米4位という赫々たる成績を収めている。

## 競技チーム
| 男子スポーツ                            | 女子スポーツ       |
| --------------------------------------- | ------------------ |
| 野球                                    | バスケットボール   |
| バスケットボール                        | クロスカントリー   |
| クロスカントリー                        | フィールドホッケー |
| フットボール                            | ゴルフ             |
| ゴルフ                                  | 体操               |
| 体操                                    | ラクロス           |
| アイスホッケー                          | ローイング         |
| ラクロス                                | サッカー           |
| サッカー                                | ソフトボール       |
| 水泳・飛込                              | 水泳・飛込         |
| テニス                                  | テニス             |
| 陸上†                                   | 陸上†              |
| レスリング                              | バレーボール       |
|                                         | 水球               |
| †屋外競技チームと室内競技チームがある。 |                    |

ミシガン大学スポーツ競技部は、男子14種目、女子15種目のNCAA公認スポーツのチームをスポンサーしている。

### 野球
MLBに82名を進ませている。現在のHCは2023年から就任しているトレイシー・スミスである。35回ビッグテン・カンファレンス優勝、25回のNCAAトーナメント出場で2度(1953年・1962年)優勝している。1990－2002年の13年間はカンファレンス優勝は1997年の1度きりで、NCAAトーナメントは1999年のみという低迷期を過ごした。2015年には2008年以来となるNCAAトーナメント出場を果たし、2019年には1984年以来となるカレッジ・ワールドシリーズ（ネブラスカ州オハマにて開催）進出をしている。

### 男子バスケットボール

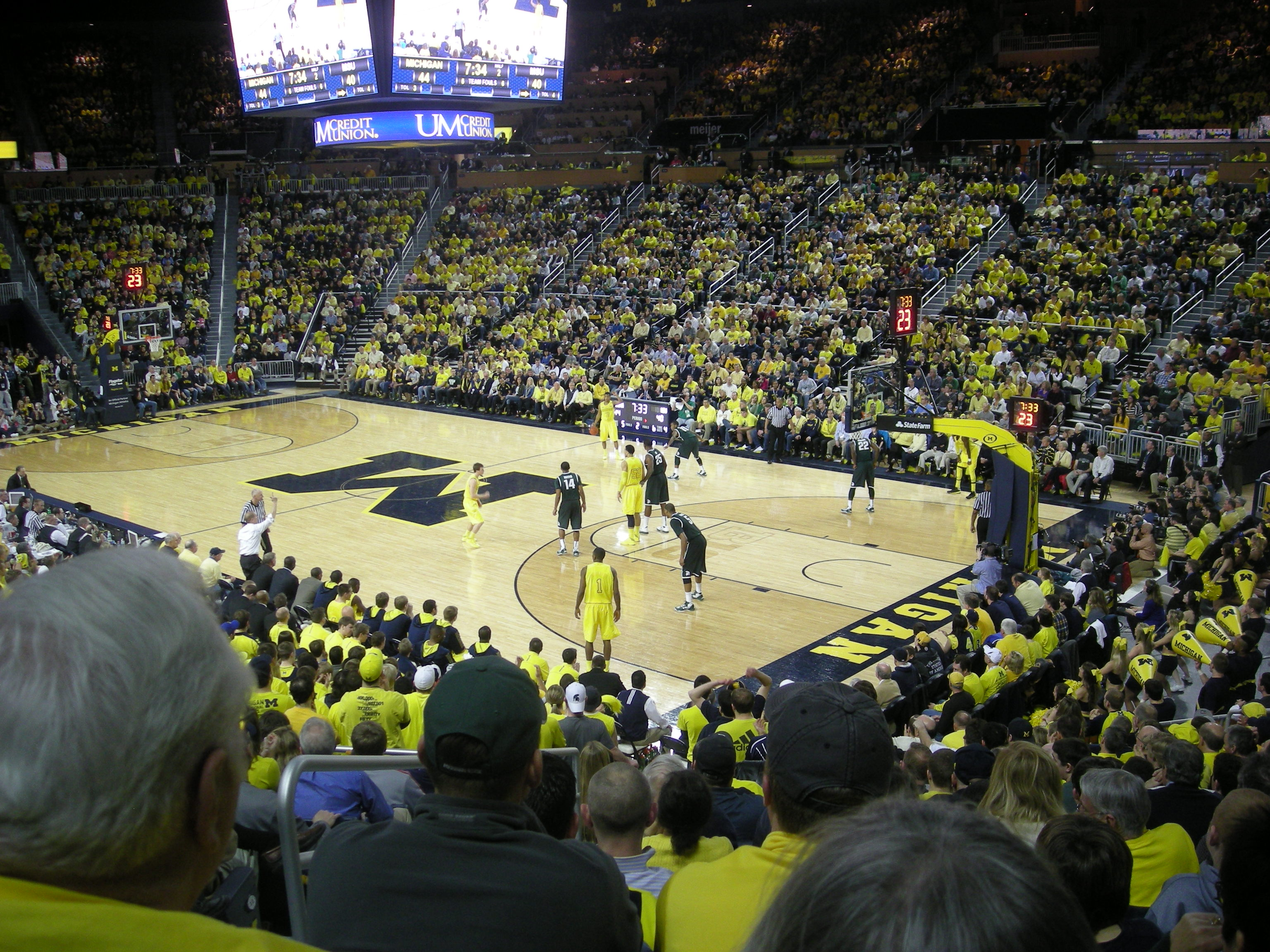
2013年のミシガンステート・スパルタンズとの試合にて

男子バスケットボールチームはクライスラー・センターで試合を行っており、これまでに15回のカンファレンスのレギュラーシーズンチャンピオンと、1998年の第1回ビッグ・テン・トーナメント優勝 (後にNCAAが定める規定に違反したため剥奪された) を果たし2017・18年と連覇を成し遂げている。また、これまでに8回 (1964年、1965年、1976年、1989年、1992年*、1993年*、2013年、2018年) NCAAファイナル・フォーに出場し、1989年にはスティーブ・フィッシャー監督の下で全米チャンピオンに輝いている。その後、1992年と1993年のファイナル・フォーへの出場歴は、ミシガン大学の違反行為により取り消された。
ミシガン大学でプレーした有名選手には、ロイ・タープリー、ロイ・ヴォート、ゲイリー・グラント、テリー・ミルズ、グレン・ライス、ジャレン・ローズ、ルミール・ロビンソン、リッキー・グリーン、フィル・ハバード、ジャマール・クロフォード、ジュアン・ハワード、クリス・ウェバー、ジミー・キング、レイ・ジャクソン、カジー・ラッセル、ダニエル・ホートン、キャンピー・ラッセル、マーク・ヒューズなどがいる。近年では、カリス・レヴァート、ティム・ハーダウェイ・ジュニア、D・J・ウィルソン、トレイ・バーク、ダンカン・ロビンソン、ジョーダン・プール、ワグナー兄弟などをNBAに輩出している。
1990年代のミシガン大学は、エド・マーティンという後援者から4人の選手 (ファブ・ファイブの一角でもあったクリス・ウェバーの他に、モーリス・テイラー、ロバート・トレイラー、ルイス・ブロック) が不正に多額の金銭を受けとるというスキャンダルに巻き込まれた。このスキャンダルにより、最終的に4年間の保護観察処分となり、2002-03シーズンのポストシーズン出場権は剥奪となった。また、ミシガン大学は過去の特定のレギュラーシーズンの勝利数およびNCAAトーナメント出場歴を自主的に無効とし、1992年と1993年のファイナル・フォー進出、1992-93シーズン、1995年の秋から1999年の春までの全シーズンを含む、4人が在籍していた間の113試合の結果を無効にしたのである。このスキャンダルの後、ミシガン大学男子バスケットボールはその後の1999年から2008年まで10年間、NCAAトーナメントに出場できていない。だが、2009年に当時ヘッドコーチであったジョン・ベイリンのもと、その低迷に終止符を打つことになる。2013年には20年ぶりにファイナル・フォーに進出し、決勝まで進んだがルイビルに82-76で敗れた。2018年にはベイリン体制になってから2度目となるファイナル・フォーに進出した。チームは再び決勝戦に進出するが、ビラノバ・ワイルドキャッツに敗れた。ベイリンはミシガン大学で12年間ヘッドコーチを務めた後、クリーブランド・キャバリアーズのヘッドコーチに就任し、後任はミシガン大学OBの元NBA選手ジュワン・ハワードとなった。2024シーズンからはフロリダ・アトランティック大HCを務めたダスティ・メイがHCを務めている。

### 女子バスケットボール

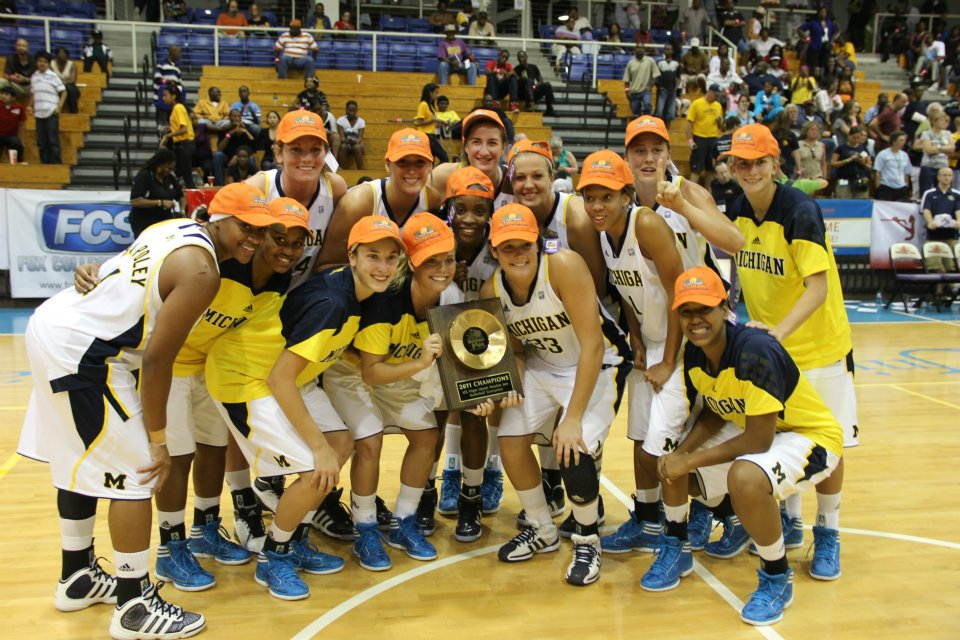
2011 Paradise Jamトーナメントで優勝トロフィーを手にする女子バスケットボールチーム

2011年の感謝祭の週末、セント・トーマス島で開催されたパラダイス・ジャム・トーナメントに参加した。感謝祭日の初戦はプレイリー・ビューA&M大学と対戦し、59-53で勝利した。2試合目はワシントン州立大学と試合では69-39で快勝、大会最終日のマーケット大学戦では71-51で勝利し、2011年パラダイスジャム (リーフ部門) 優勝を果たした。最終戦でJenny Ryanは13得点、10リバウンドのダブル・ダブルを記録し、ミシガン大学今季7勝0敗に貢献した。
現在は、2012年にビッグ・イースト・カンファレンスの最優秀HC賞を受賞したセントジョンズ大学レッドストームの前HCだったキム・バーンズ・アリコがHCである（ビッグテン・カンファレンス最優秀HC賞も17年、22年と2度受賞）。

### アメリカンフットボール

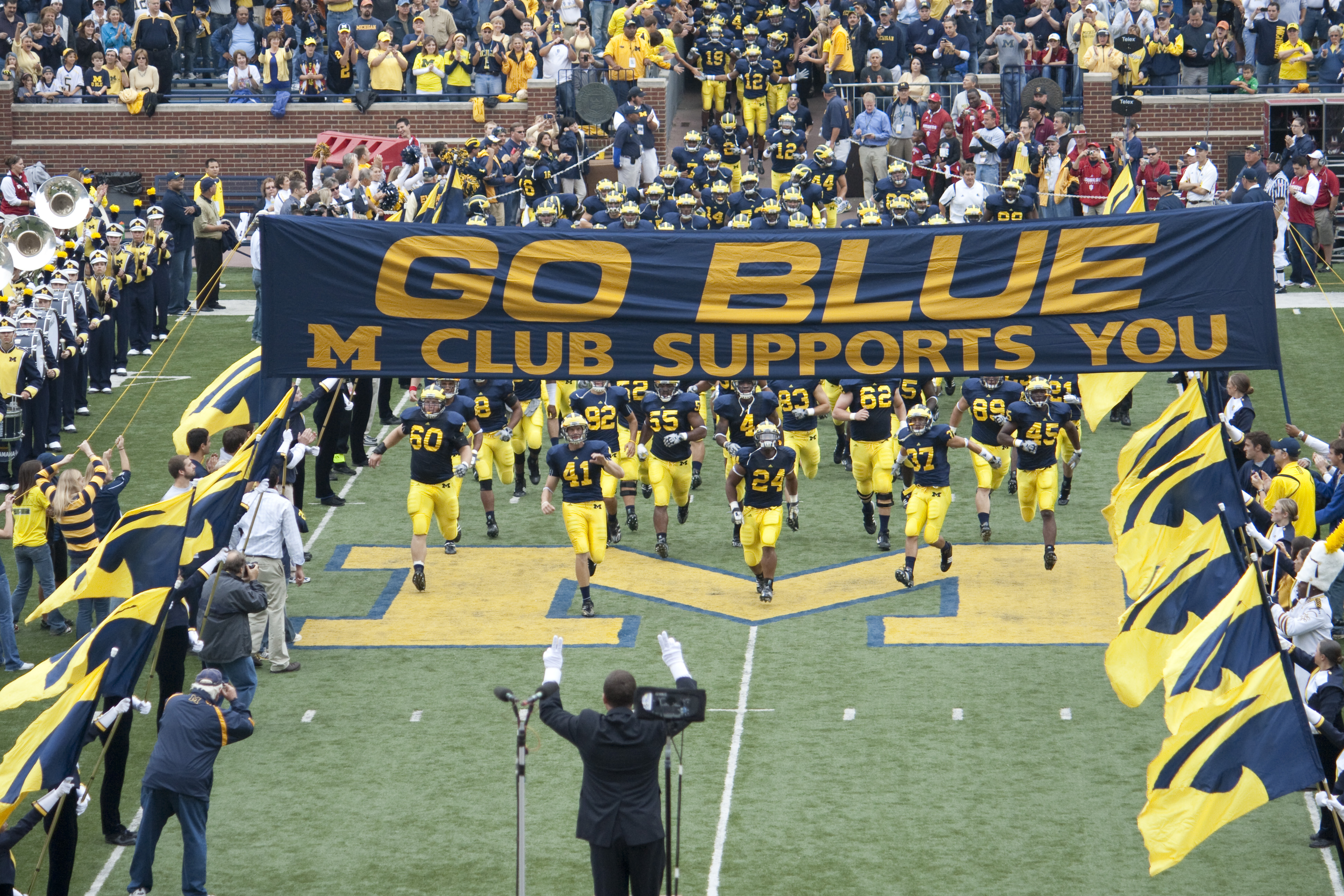
ミシガン・マーチングバンドは、ミシガン・スタジアムのフィールドに入場するフットボールチームに敬意を表している (2008年) 。

フットボールチームは通算1004勝をあげ、カレッジフットボール史上歴代最多勝利数を誇り、オハイオ州立大に次ぐ歴代2位の勝率を誇っているなど全米屈指の強豪校として名を連ねている。1902年に行われた大学初のボウルゲームであるローズボウルでミシガン大学は優勝した。フットボールチームはこれまでに、12回のナショナル・チャンピオンを獲得している。1989年から2004年までの15年間、毎年最終ランキングにおいて25位以内を確保してきた（しかし2005年はアラモボウルでネブラスカ大学コーンハスカーズに32-28で敗れ、最終ランキングにおいてはトップ25圏外に転落した）。最近の優勝は2023年。
12回のナショナル・チャンピオンは、これまでに6人のコーチの指揮の下で獲得している。最初の6つは初代監督であるフィールディング・H・ヨストが獲得したもので、ヨストは1901年から1904年まで、「ポイント・ア・ミニッツ」チームを率いて4年連続全米優勝を果たし、41勝同点1回という好成績を収めた。また、1918年と1923年にもミシガン大学を全米制覇に導いている。ヨーストはミシガン・スタジアムの建設に尽力し、15万人以上を収容可能とするスタジアムへの拡大する設計を行った。ヨストの遺志は、ミシガン大学男子アイスーチームがホーム試合を行うヨスト・アイス・アリーナにも受け継がれている。フットボールチームは、1926年にヨストが引退して以来ミシガン大学はさらに5つの全米タイトルを獲得している。1932年と1933年にハリー・キプケの下で連覇を達成、1947年と1948年にはフリッツ・クライスラー（後にその業績からバスケットボール部のホームアリーナの名を冠する）とベニー・オースターバーンの下でさらに2連覇を達成。その後カンファレンス勝率.779,通算勝率.753と後述するシェムベクラーに次ぐ勝率を誇るロイド・カーの下で1997年にナショナル・チャンピオンを獲得した後、2023年にジム・ハーボーが全米優勝に導いている。
その他にも有名なHCとして、"十年戦争(Ten Year War)"と呼ばれたウッディ・ヘイズ擁するオハイオ州立大とのライバル関係を演じ、1969年から89年までの21年で13度のカンファレンス優勝を成し遂げたボー・シェムベクラーや、15勝22敗と振るわなかったものの後年アリゾナ大で最優秀HC賞を受賞するリッチ・ロドリゲス、31勝20敗で4年間ミシガン大HCを務めたブレディ・ホークがいる。ホーク退任後ミシガン大OBのジム・ハーボーが3年連続のカンファレンス王者とCFP出場を果たし2023年BCS/CFP制導入後初めての優勝を果たした後、ロサンゼルス・チャージャーズのHCに就任したため2024年現在はOCを務めていたシェローン・ムーアがHCとなっている。

### フィールドホッケー
女子のフィールドホッケーチームは1973年に誕生。2001年に現時点でチーム唯一のNCAAタイトルを獲得（ミシガン大における女子競技初のタイトルであった）。1996年から2004年、そして2009年から現在とマルシア・パンクラッツがHCとして率い、レギュラーシーズンタイトルを8度・ビッグテントーナメントを5度制覇している。

### アイスホッケー
2013年まで中央大学間ホッケー協会に、現在はビッグ・テン・カンファレンスメンバーであるアイスホッケーチームはヨースト・アイス・アリーナをホームとしている。ミシガン大OBのレッド・ベレンソンがコーチを務めた時期があり、現在のHCはブランドン・ナウラト。NCAA記録となる9度の優勝。2011年には21年連続のNCAAトーナメント出場記録を作り、全米ベスト4("フローズン・フォー"と呼ばれる)に24度出場している。

## ライバル

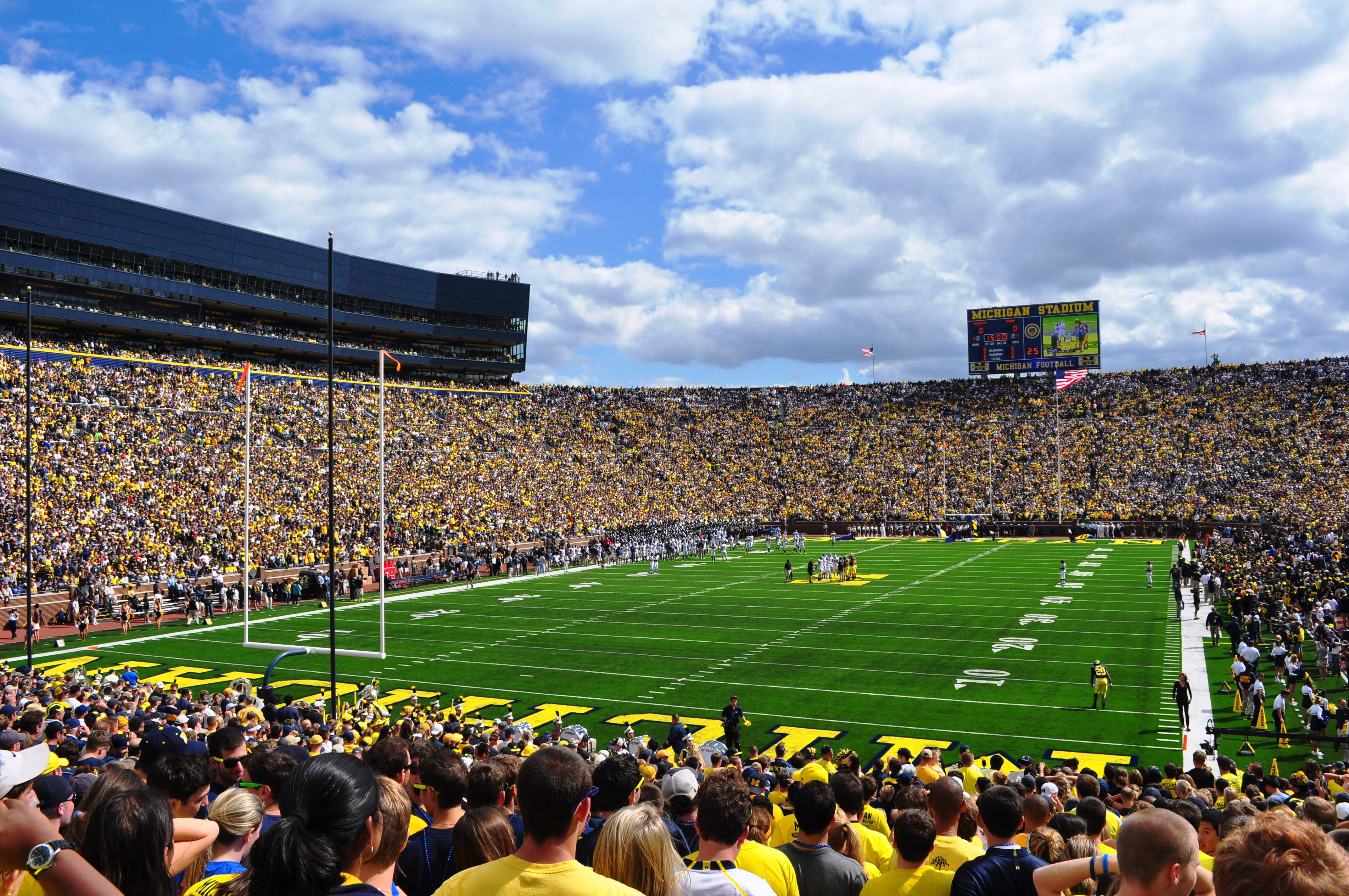
ミシガン・スタジアムでの試合

オハイオ州立大

ミシガン大学は同じビッグ・テン・カンファレンスに加盟するオハイオ州立大学と大きなライバル関係にあり、アメリカのスポーツ界で最も熾烈なライバル関係の1つと言われている。2000年と2003年に行われたESPNのファン投票では、ミシガン大学とオハイオ州立大学のシリーズが、「アメリカのスポーツ界で最も偉大なライバル関係」に選ばれた。ミシガン大学とオハイオ州立大学の対戦は、両校のレギュラーシーズン最終戦となることがほとんどで、1950年の「スノーボウル」など、歴史的な試合も多く存在する。2023年段階ではミシガン大が61勝51敗6引き分けとリードしている。また、1977年11月19日にミシガン・スタジアムで行われた試合では、100,624人とレギュラーシーズンの試合ではカレッジフットボール史上最高の観客動員記録を作った。2006年11月18日の対戦では1973年以来となる全米1位対2位、両チーム無敗での試合があり、2007年対戦ではSI.comが発表した'2007年のトップ20ゲーム'において2位の評価を得た。
ノートルダム大

活気あるライバル関係にあるのはノートルダム大も同様である。両校はカレッジフットボール草創期のころミシガン大の生徒がノートルダム大の地元サウスベンドにて練習をしあう間柄だったことも影響し、フットボールボウルサブディビジョン(Division I-Aにあたる）ではトップに位置する大学である（通算勝利数ミシガン1位/ノートルダム5位,勝率ミシガン3位/ノートルダム4位）。現在はミシガン大が25勝17敗1分けでリードしている。
ミシガン州立大/ミネソタ大

州内のライバルとしては、ミシガン州立大が挙げられる。勝利したチームにはポール・バンヤン・トロフィーが授与される。通算成績は71勝38敗5分けでミシガン大がリード。
また、ミネソタ大とは大学間で初めてのトロフィーとなるリトル・ブラウン・ジャグを賭けた試合もライバル関係として知られており、通算成績77勝25敗3分けでこちらもミシガン大がリードしている。

## 全米選手権優勝

### NCAAチーム優勝
ミシガン大学はNCAAのチームタイトルを合計39回獲得している。
- 男子 (36回)
  - 野球 (2): 1953, 1962
  - バスケットボール (1): 1989
  - ゴルフ † (2): 1934,[13] 1935[14]
  - 体操競技 (6): 1963, 1970, 1999, 2010, 2013, 2014
  - アイスホッケー (9): 1948, 1951, 1952, 1953, 1955, 1956, 1964, 1996, 1998
  - 水泳競技 (12): 1937, 1938, 1939, 1940, 1941, 1948, 1957, 1958, 1959, 1961, 1995, 2013
  - テニス (1): 1957
  - 陸上競技 (1): 1923
  - トランポリン競技 (2): 1969,[15][16] 1970[17]
- 女子 (3回)
  - フィールドホッケー (1): 2001
  - 体操競技 (1): 2021
  - ソフトボール (1): 2005

† NCAAがインカレゴルフ選手権のスポンサーを始めたのは1939年。しかし、それまで全米大学ゴルフ協会が授与していた41の選手権タイトルを記録に残すことになった。
- その他: 
  - en:List of NCAA schools with the most NCAA Division I championships
  - en:Big Ten Conference NCAA national team championships

### その他のナショナル・チャンピオン
- 以下は、NCAAから授与されなかった18のナショナルチームタイトルである[15] (7つは非公式のNCAA選手権だった):
- 男子
  - フットボール (12回): 1901, 1902, 1903, 1904, 1918, 1923, 1932, 1933, 1947, 1948, 1997, 2023
  - 水泳競技 (7回): 1927,[18] 1928,[19] 1931,[20] 1932,[21] 1934,[22] 1935,[23] 1936[24]

ミシガン大学のNCAAディビジョンⅠナショナル・チャンピオンは、11の異なるスポーツで獲得しており、この幅広い成功はNCAAが記録するの中で5番目に多い。ウルヴァリンズより多くのスポーツチャンピオンシップを獲得しているのは、それぞれ16のスポーツでタイトルを持つUCLAとスタンフォード大学、15のスポーツでUSC、12のスポーツでテキサス大学だけである。
また、ミシガン大学のスポーツチームは野球と野球以外の14のスポーツで、40回の全米選手権準優勝をしている。: 野球 (1回), 男子バスケットボール (6回), 女子クロスカントリー (1回), フィールドホッケー (2回), 男子ゴルフ (3回), 男子体操競技 (2回), 女子体操競技 (2回), 男子アイスホッケー (3回), ボート競技 (2回), ソフトボール (1回), 男子水泳&飛び込み競技 (10回), 女子水泳&飛び込み競技 (1回), 男子屋外陸上競技 (1回), レスリング (5回)
- その他: 
  - en:List of Big Ten Conference National Championships
  - en:List of NCAA schools with the most Division I national championships